# Piper piritubanum
Piper piritubanum är en pepparväxtart som beskrevs av Truman George Yuncker. Piper piritubanum ingår i släktet Piper och familjen pepparväxter. Inga underarter finns listade i Catalogue of Life.